# Coconut Tree
Coconut Tree is de vierde single van Mohombi's eerste studioalbum. In de Belgische Ultratop 50 haalde Coconut Tree de 13de plaats. De videoclip is opgenomen door Little X. Ook kwam Mohombi als gastzanger naar de Belgische versie van Idool en zong hij voor het eerst zijn single Coconut Tree. 